# Antichan-de-Frontignes
Antichan-de-Frontignes là một xã thuộc tỉnh Haute-Garonne trong vùng Occitanie ở tây nam nước Pháp. Xã nằm ở khu vực có độ cao trung bình 600 mét trên mực nước biển.